# Camilla africana
Camilla africana är en tvåvingeart som beskrevs av Mario Bezzi 1908. Camilla africana ingår i släktet Camilla och familjen gnagarflugor.
Artens utbredningsområde är Kongo. Inga underarter finns listade i Catalogue of Life.